# Ushanti csata
Az ushanti tengeri csata a forradalmi naptár szerint Prairial 13-án zajlott le a francia forradalmi flotta és a Brit Királyi Haditengerészet között 1794. június elsején Ushant-tól körülbelül 400 tengeri mérföldre nyugatra az Atlanti-óceánon. A britek a csatát „dicsőséges június 1-jének” is nevezik. Ez volt az első és legnagyobb tengeri ütközet Nagy-Britannia és az első francia köztársaság között a francia forradalmi háború idejében.

## Háttér
Mivel az élelmiszerhiány Franciaországban kritikussá vált, a francia kormány az Egyesült Államokban vásárolt nagy mennyiségű gabonát. A brit Channel Fleet (Csatorna flotta) 25 sorhajója Richard Howe tengernagy vezetésével kapta a feladatot, hogy az észak-amerikai Chesapeake-öbölből érkező francia kötelék több mint 100 teherhajóját derítse fel és semmisítse meg. A francia Louis Thomas Villaret de Joyeuse tengernagy 26 sorhajóból álló flottája próbálta a hajókonvojt Ushanttól nyugatra fogadni és biztonságosan Brestbe kísérni.

## Előzmények
Május 28-án a legelső brit hajók, Bellerophon (74 ágyú), Russell (74) Marlborough (74) és Thunderer (74) és a francia háromfedélzetes Revolutionnaire (110) csatába bocsátkozott, többek között a Téméraire osztályú Audacieux-val (74). A francia elsőosztályú sorhajó annyira megsérült, hogy árbócait vesztve Rochefort-ba kellett vontatnia az Audacieux-nek és az Unité korvettnek.
Május 29-én a flották csatasorba álltak egymás ellen. Howe át akarta törni a francia vonalat, csak néhány saját utolsó hajóját követte. A franciák utolsó öt hajóját vette tűz alá, leválasztva a többitől, rájuk összpontosította a tüzet. Mindazonáltal, egy francia sorhajó súlyosan megsérült és a franciák kivonták a harcból. Az Indomptable-t (80) Brestbe kellett vontatni.
Május 30-31-én köd akadályozta küzdelem folytatását. Villaret admirális terve az volt, hogy hajói egy részét csalinak használja, hogy a konvoj biztonságosan el tudjon hajózni. Este a két hajóhad már ismét csatára készült, de Howe óvakodott egy éjszakai küzdelemtől.

## A csata

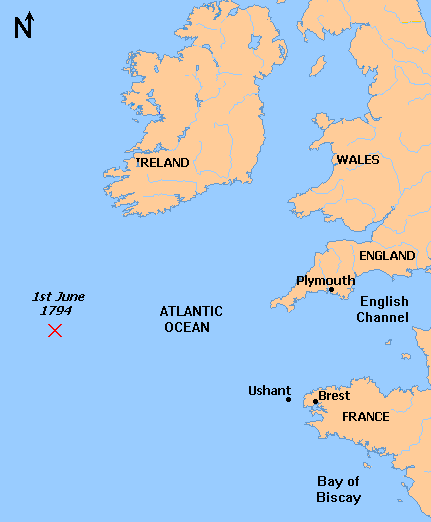
Az 1974. június 1-jei tengeri ütközet átnézeti térképe

Június elsején mindkét flotta harci alakzatba állt össze /lásd ábra!/. Bár Howe volt kedvező helyzetben, Villaret sem volt tétlen az éjszaka folyamán. A francia parancsnok kísérlete majdnem sikerrel járt, hogy növelje a távolságot a hajói és a brit flotta között, amikor hajnali 5:00-kor, néhány órán belül fújt elég szél ahhoz, hogy eltűnjön a láthatárról. A katonái reggelije után Howe teljes mértékben kihasználta a kedvező szélben a pozícióját, hogy utolérje Villaretet és 08:12-kor a brit flotta csak négy mérföldre (6 km-re) volt az ellenségtől. Ekkor Howe a francia vonallal párhuzamosan állt fel, a fregattok ismételték a tengernagy parancsait. A franciák is hasonlóképpen a vonal előtt helyezkedtek el, és a két flotta nagy hatótávolságú tüzérségi tűzbe kezdett 09:24-kor, mire Howe innovatív haditervet ötlött ki. Addig a kor szokásos flottamanővere az volt, hogy a két vonal egymással szemben felállva egymásra tüzel és a tűzpárbajt a jelentősebb veszteséget elszenvedett fél veszti el. A sorvonalon létrehozott résen a sérülést okozó fél áttör, azon áthajózik, majd ismét vonalban felfejlődve az ellenfél másik oldalára tüzel. Ezzel szemben Howe számított a kapitányok és a legénység együttes szakértelméből származó előnyre és hogy a széloldalról támadhatja a franciákat közvetlenül. Elrendelte minden hajója számára, hogy egyénileg támadjanak a francia vonal kiválasztott célpontjaira (mivel azt minden pontján át akarta törni) és a francia hajók orrán és farán is okozzon károkat. Az áttörés után pedig ismét sorba rendeződve a francia hajók menekülési útvonalát zárták volna így el, mellyel az ellenfél flottájának megadását is elérhette volna és a francia atlanti flotta lefegyverzését.

Az 1974. június 1-jei reggeli csatarend

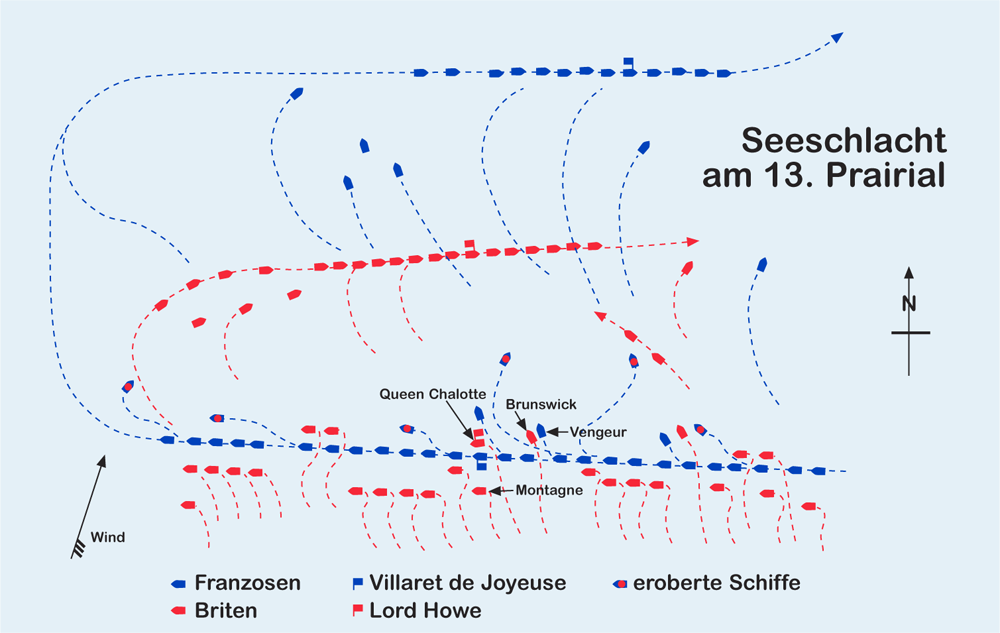
Az ütközet közbeni manőverek

A brit hajók ezúttal áttörték a francia vonalat, azonban a heves küzdelemben mind a két flotta súlyos veszteségeket szenvedett el. Bár egyetlen brit hadihajó sem süllyedt el, mégis körülbelül 1200 főnyi legénység sebesült meg vagy veszett oda. Az első rohamot követő sorrendezés után már csak 11 hajója maradt Howe-nak ütközetkész, szemben a francia 12-vel, melyekkel még a letarolt saját hajóit és a zsákmányoltakat is védelmeznie kellett. Francia részről egy hajó elsüllyedt, hatot a britek zsákmányolni tudtak. A sérültek száma megközelítően 4000 fő volt és 3000 fő esett fogságba, mely számok csak megközelítően helyesek, mivel a francia kapitányok nem tudták számszerűsíteni az elszenvedett károkat. Valójában Howe flottája a francia csatasor áttörése után már nem maradt támadókész, emiatt már nem vállalta az ellenfél hajóinak felkutatását a Vizcayai-öbölben. Június 2-a hajnali 5 óráig megmaradt flottáját rendezte és biztosította, majd csak ezután vették fel a hazai irányt. Eközben Villaret kelet felé haladva érte el a francia kikötőket. Tartaléka, az Ushant körzetében nyolc sorhajóval járőröző Pierre-François Cornic tengernagy nem tudott sem a főerő, sem a konvoj pozícióiról. Ugyanígy az Admiralitás másik különítménye, a tízhajós Montagu-csoport (George Montagu vezetésével) csak június 8-án érte el a térséget és kereste Howe megmaradt erőit és az érkező francia konvojt. Bár június 8-án 15:30-kor Montagu felfedezte Cornic csoportját, majd estig üldözte őket a Brest melletti Bertheaume-öbölig (Cornic létszám és szélhátrányban volt vele szemben), másnap egy nyugat felől érkező 19 hajós flottát – Villaret megmaradt flottája – fedeztek fel, mely miatt déli irányba távoztak. Villaret és Cornic egy napig üldözte csoportját, majd felhagyva ezzel, keleti irányban saját kikötőkbe vonultak. Howe, kihasználva Montagu távozását, valamint a két francia hajócsoport térségből történő távozását, a Csatornán felfelé hajózva június 12-én elérte Plymouth-t. Nem sokkal később ismét kihajózott megkeresni Montagu erőit, azonban június 12-én a francia teherhajókonvoj befutott a francia kikötőkbe.

## Összefoglaló
Mind a két flotta győztesnek nevezte magát a csatában. Az angolok azért, mert hét francia hajót semlegesítettek anélkül, hogy sajátjuk közül elvesztettek volna és a csata helyét ők birtokolták. Franciaország úgyszintén, mert a létfontosságú konvoj átkelt az Atlanti-óceánon és sértetlenül megérkezett a nyugat-francia kikötőkbe anélkül, hogy jelentős veszteséget szenvedett volna.
A csata során kiderült, a francia forradalmi flotta tiszti állománya gyengült, többsége megbízhatatlan arisztokrata tiszt, és taktikai képzettsége rosszabb állapotú, mint a briteké.

## A két szembenálló fél

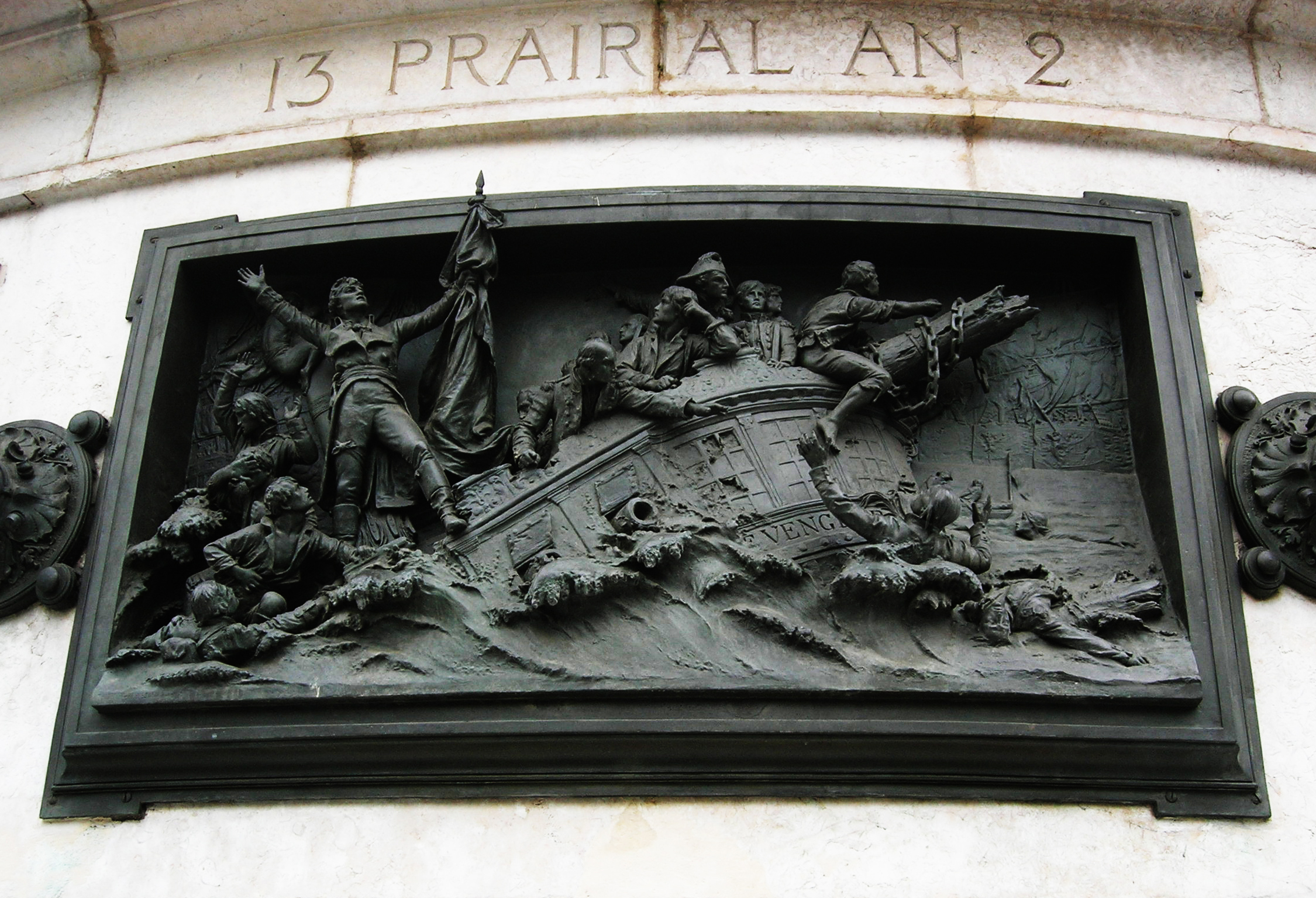
A csatáról készült dombormű a Place de la République-on Párizsban

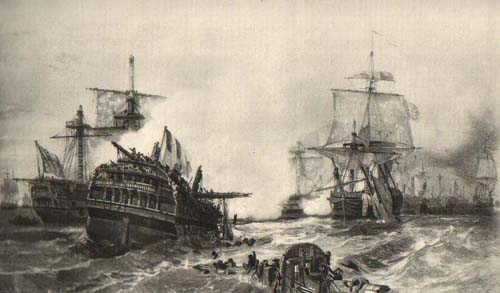
A csatáról készült litográfia, Auguste Mayer (1805-1890), Combat du 13 Prairial An II

## Fordítás
- Ez a szócikk részben vagy egészben  a   Seeschlacht am 13. Prairial című német Wikipédia-szócikk fordításán alapul.  Az eredeti cikk szerkesztőit annak laptörténete sorolja fel. Ez a jelzés csupán a megfogalmazás eredetét és a szerzői jogokat jelzi, nem szolgál a cikkben szereplő információk forrásmegjelöléseként.